# My Baby Left Me
My Baby Left Me è una canzone rhythm and blues scritta dal cantante blues Arthur Crudup alla fine degli anni '40.
La canzone conobbe la notorietà grazie alle reinterpretazioni di diversi artisti, tra i quali:
- Elvis Presley la incise nel suo singolo I Want You, I Need You, I Love You/My Baby Left Me nel 1956;
- I Dave Berry and the Cruisers ne fecero un singolo che arrivò alla posizione numero 37 della classifica inglese nel 1964;
- I Creedence Clearwater Revival ne fecero una reinterpretazione inclusa nel loro album del 1970 Cosmo's Factory;
- John Lennon (con il titolo Since My Baby Left Me), ne registrò una versione Rock 'n' roll nel 1973, ma fu pubblicata solo nel 1986 in Menlove Ave;
- La rock band Slade ne fece un singolo nel 1977 come tributo ad Elvis Presley morto pochi mesi prima;
- Elton John ne utilizzò una parte nel suo medley (assieme a Get Back dei Beatles) durante i suoi concerti del tour "Burn Down the Mission" il 17 novembre 1970 per il suo album live.